# Astronomia stellare

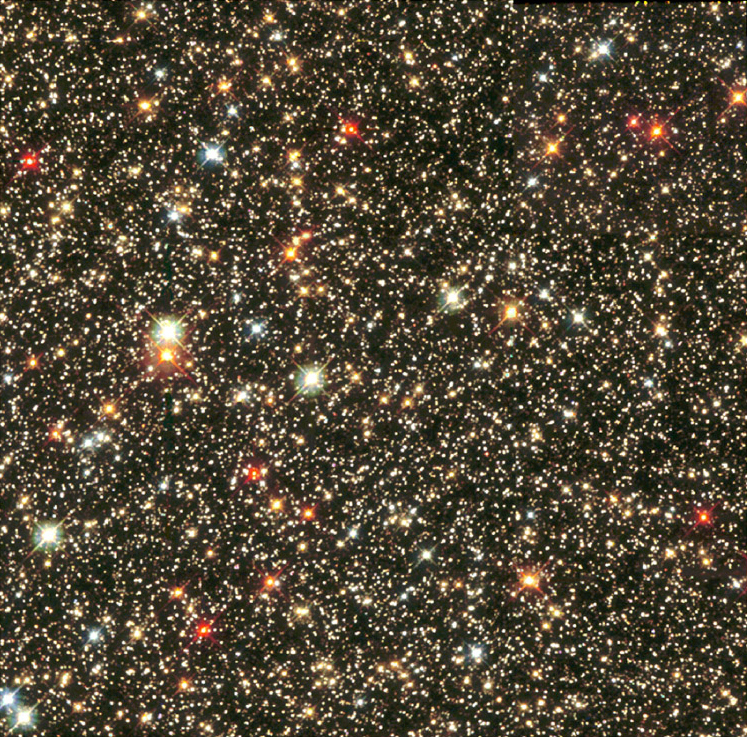
La Nube di stelle del Sagittario, un ammasso aperto nell'omonima costellazione.

L'astronomia stellare è lo studio delle stelle e dei fenomeni mostrati dai vari stadi di sviluppo e forma delle stelle. L'astronomia stellare ha due approcci principali, osservativo e teorico.
L'astronomia stellare d'osservazione comprende l'osservazione ottica, come la fotometria (cioè lo studio delle variazioni di colore e intensità nella radiazione elettromagnetica), la spettroscopia (lo studio della variazione dell'intensità, e della lunghezza d'onda elettromagnetica, di una determinata stella, il suo "spettro"), e inoltre le osservazioni in tutte le regioni non-ottiche dello spettro elettromagnetico. Anche la rilevazione di gravitoni  o neutrini potrebbe ricadere nelle competenze dell'astronomia stellare di osservazione, sebbene quei generi abbiano generalmente proprie sottospecializzazioni.
'L'astronomia stellare teorica include i vari tipi di modelli stellari e modelli di specifici fenomeni associati alle stelle (come modelli di riconnessione magnetica per flare stellari o modelli di Raymond-Smith per il plasma ad alta temperatura che può circondare stelle o può essere trovato in altri contesti astronomici). È la gamma delle discipline fisiche applicate all'astronomia, sebbene alcuni modelli fisici siano più applicabili di altri all'astronomia stellare. Ad esempio le simulazioni di n-corpi si trovano più spesso in astronomia dinamica (meccanica celeste) poiché applicate a sistemi di multi-corpi o perfino alle galassie interagenti, quindi l'unico campo dellastronomia stellare in cui si possono trovare è in relazione a  nebulose pre-stellari (es: il lavoro di Stu Weidenschilling e di altri teorici della nebulosa pre-solare).